# Chłapowo (województwo wielkopolskie)
Chłapowo – wieś w Polsce położona w województwie wielkopolskim, w powiecie średzkim, w gminie Dominowo, na Równinie Wrzesińskiej.
W latach 1975-1998 miejscowość administracyjnie należała do województwa poznańskiego.

## Historia
Wieś była własnością rodziny Potworowskich, następnie Chłapowskich. Alfred Chłapowski był ambasadorem we Francji. Od 1927 do wybuchu II wojny światowej w 1939 właścicielem Chłapowa był Stanisław Maciejewski.

## Zabytki
- neorenesansowy pałac, z l. 1864–1868 położony w parku krajobrazowym (całość mocno zaniedbana), figura św. Wawrzyńca